# Baienfurt
Baienfurt là một xã ở huyện Ravensburg ở bang Baden-Württemberg thuộc nước Đức. Đô thị này có diện tích 16,01 km², dân số thời điểm 31 tháng 12 năm 2020 là 7259 người.

## Thành phố kết nghĩa
- Brest, Belarus